# Scheda AirPort
Le schede AirPort sono schede di espansione per i computer Macintosh progettate e commercializzate da Apple. Queste schede consentono ai computer in cui sono installate di accedere alle reti senza fili WLAN basate su standard IEEE 802.11b e IEEE 802.11g.
La prima famiglia di schede AirPort venne presentata il 21 luglio 1999 e rendeva compatibili tutti i computer Macintosh in produzione con le reti senza fili a standard IEEE 802.11b. Queste schede supportavano la cifratura WEP a 40 bit.
Nel novembre nel 2001 Apple presentò una nuova versione delle schede AirPort. Queste schede oltre a ridurre la potenza dissipata durante la trasmissione supportavano anche la cifratura WEP a 128 bit.
Nel gennaio del 2003 è stata presentata la versione denominata Extreme, che supporta anche il protocollo IEEE 802.11g, innalzando la velocità di trasmissione fino a 54 Mbit/s ma riducendo la distanza operativa che passava da circa 50 metri a circa 15 metri. Se il ricevitore era oltre la distanza massima del protocollo a 54 Mbit la base commutava automaticamente la velocità portandola a 11 Mbit.